# Zapora Capanda

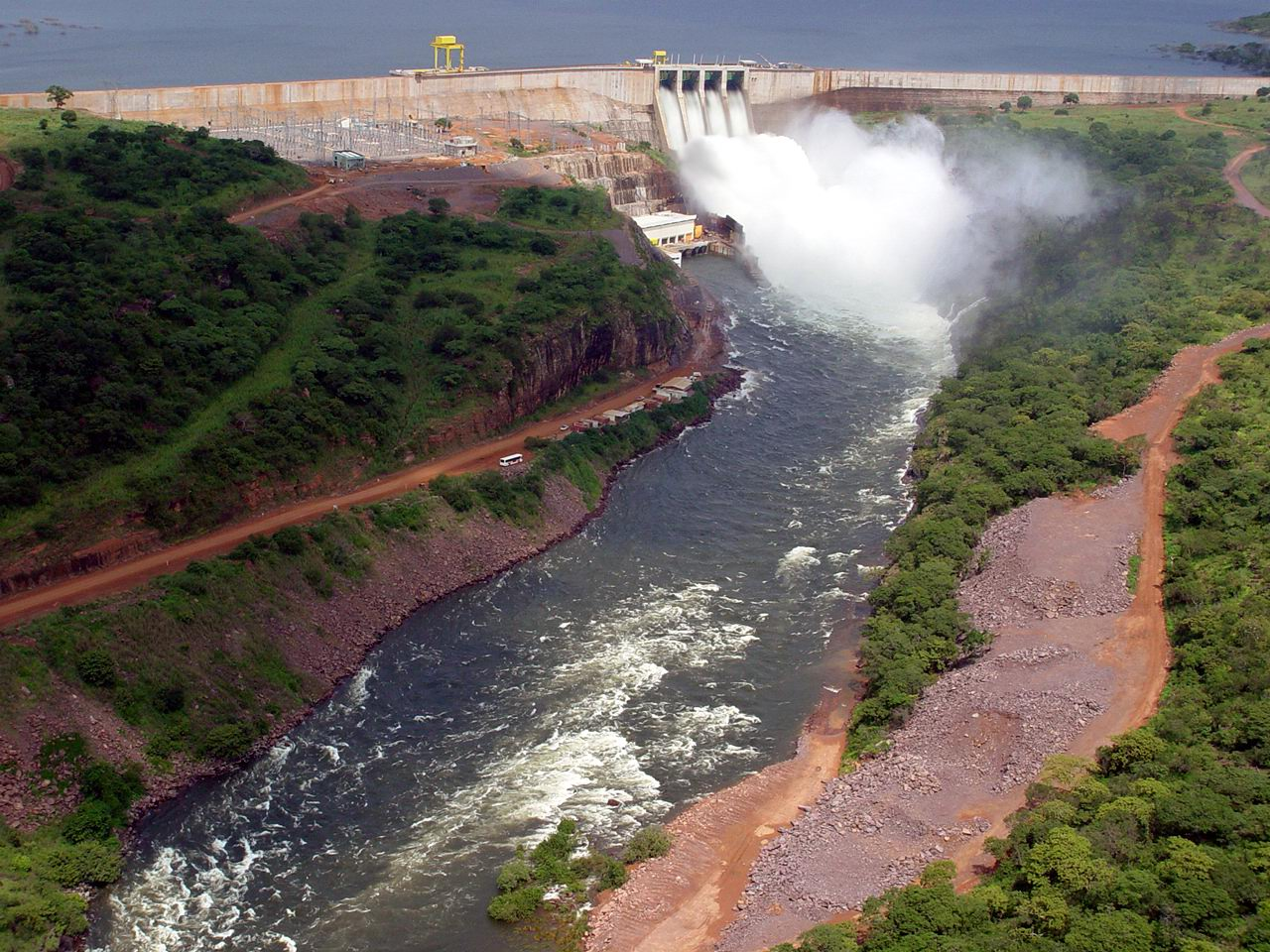
Widok na zaporę

Zapora Capanda – zapora wodna na rzece Kuanza w Angoli, w Afryce. Na terenie zapory mieści się elektrownia wyposażona w 4 turbiny, każda o mocy 130 MW. Koszt budowy zapory wyniósł 4 mld US $. Prace były nadzorowane przez Gabinete de Aproveitamento do medio Kwanza (Gamek). Wznoszenie zapory rozpoczęło się w 1987 r.
Zapora ma 1,8 km długości oraz 110 m wysokości. 